# Schneebruch

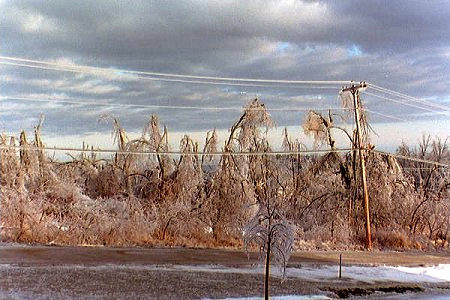
Schadensbild des Great Ice Storm 1998

Als Schneebruch, bei Eisregen auch Eisbruch, bezeichnet man Baumschäden (Ast-, Stamm- und Kronenbruch), verursacht durch hohe Schnee- oder Eislasten an Bäumen oder Bauwerken und Anlagen. Ähnliche Schäden, die durch Raureif verursacht werden, werden als Duftbruch bezeichnet. 

## Schadenscharakteristik
Vermehrt kommt es zu Schneebruch in Mittel- und Hochgebirgen, wo viel nasser und schwerer Schnee fällt. Aber auch Forste und Wälder in Mulden- und Kessellagen sind überdurchschnittlich häufig betroffen, weil dort die geringeren Windgeschwindigkeiten dazu führen, dass sich relativ viel Schnee auf den Bäumen ansammeln kann.
Schneebruch tritt bei Nadelhölzern wegen deren größerer Angriffsfläche häufiger auf als bei den im Winter kahlen Laubbäumen.
Bei technischer Infrastruktur sind besonders Überlandleitungen und Ähnliches gefährdet.

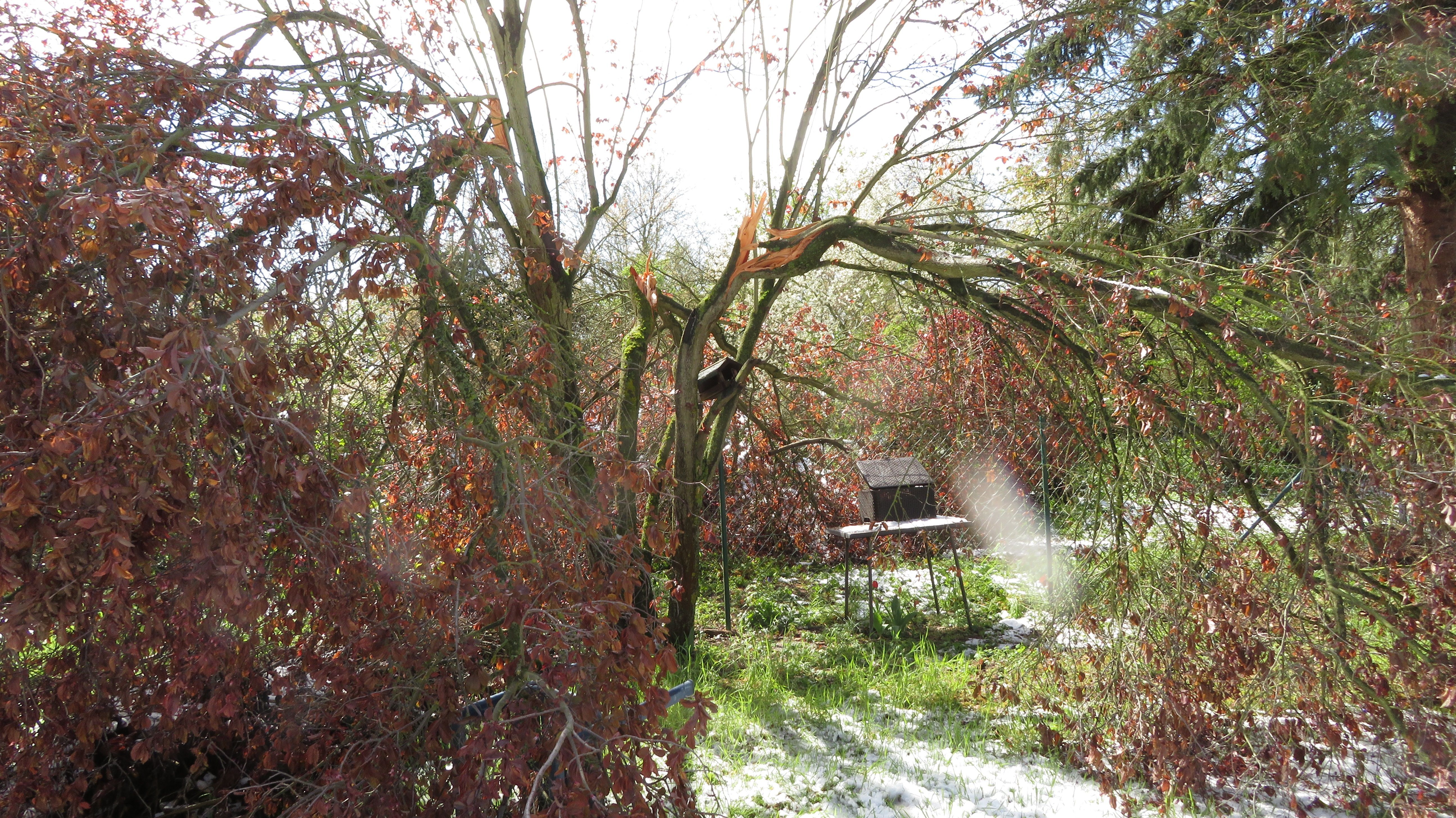
Zierkirsche nach Schneefall im April 2022
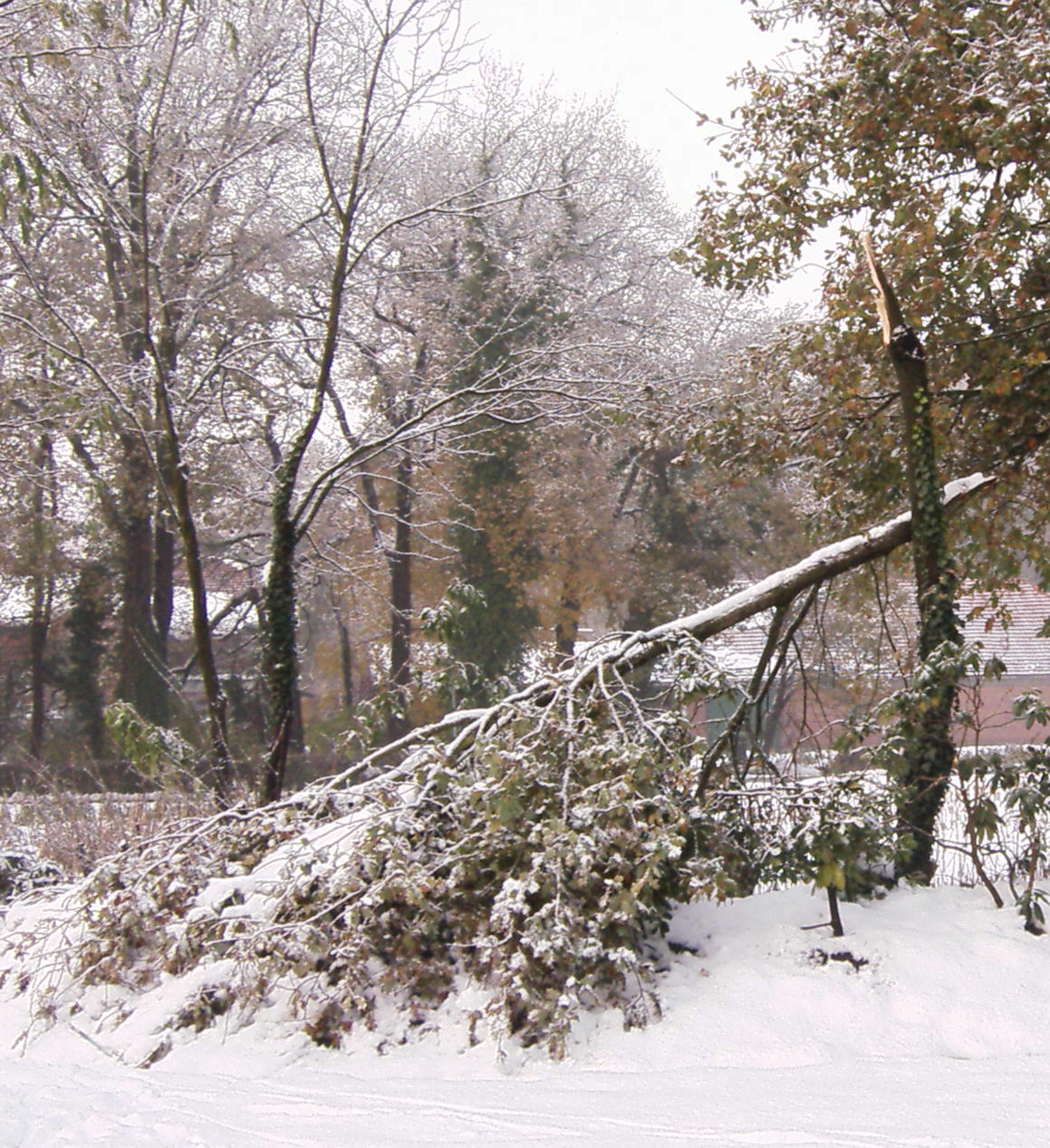
Unter Schneelast zerbrochene Eiche (Münsterländer Schneechaos 2005)
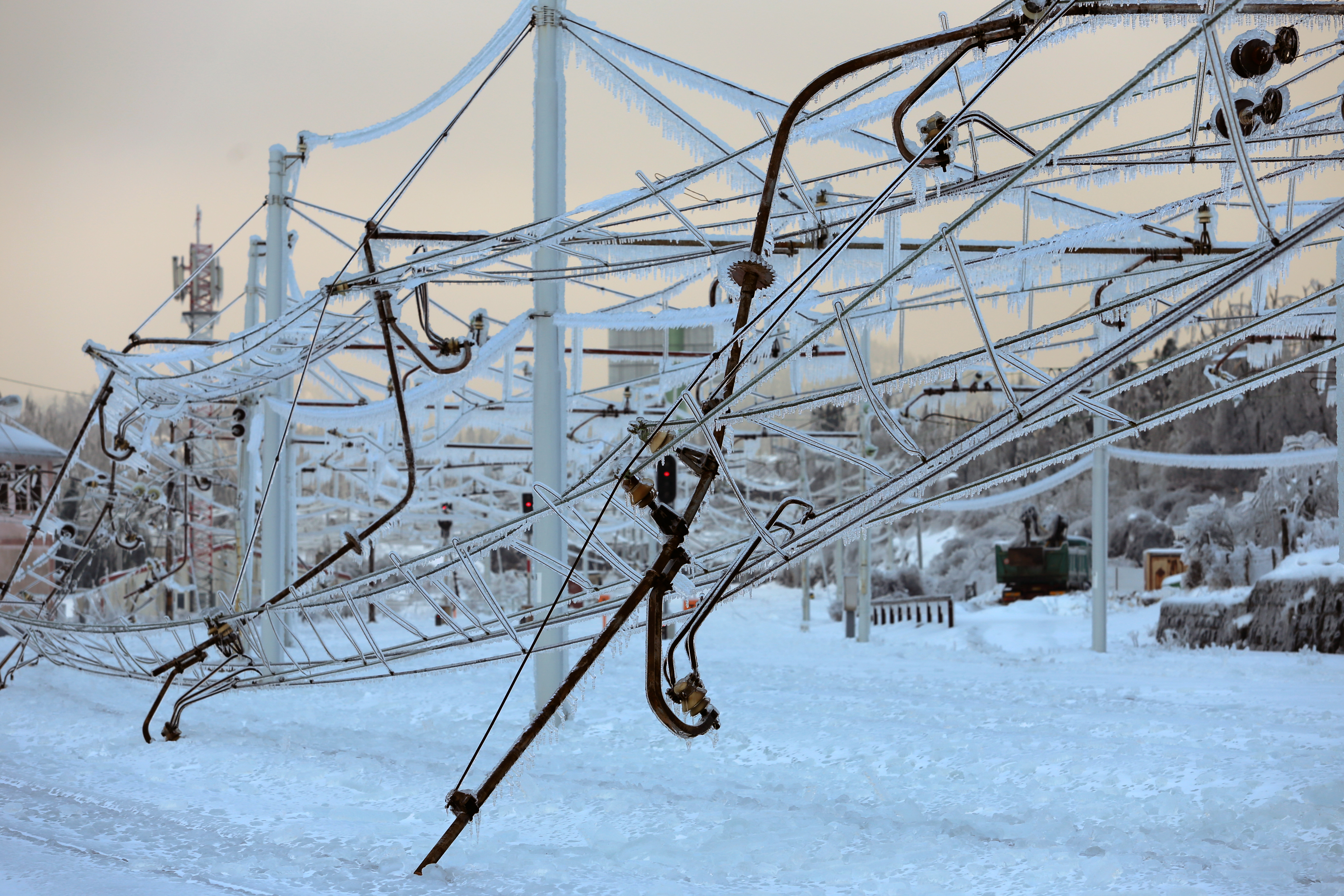
Durch Eisregen beschädigte Bahn-Fahrleitung (Unwetter im Februar 2014)
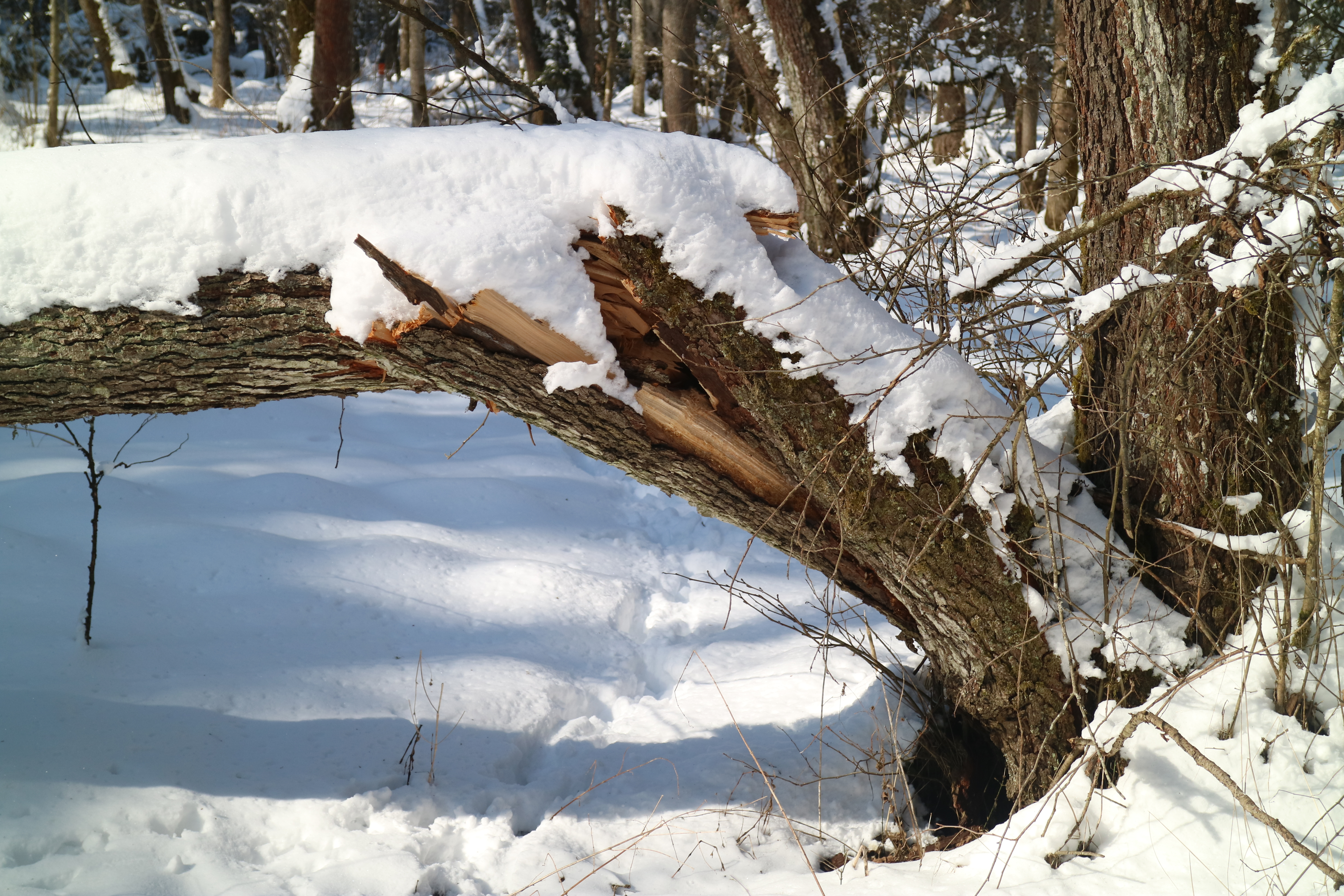
Umgeknickte Stieleiche im Kaiserwald (2018)
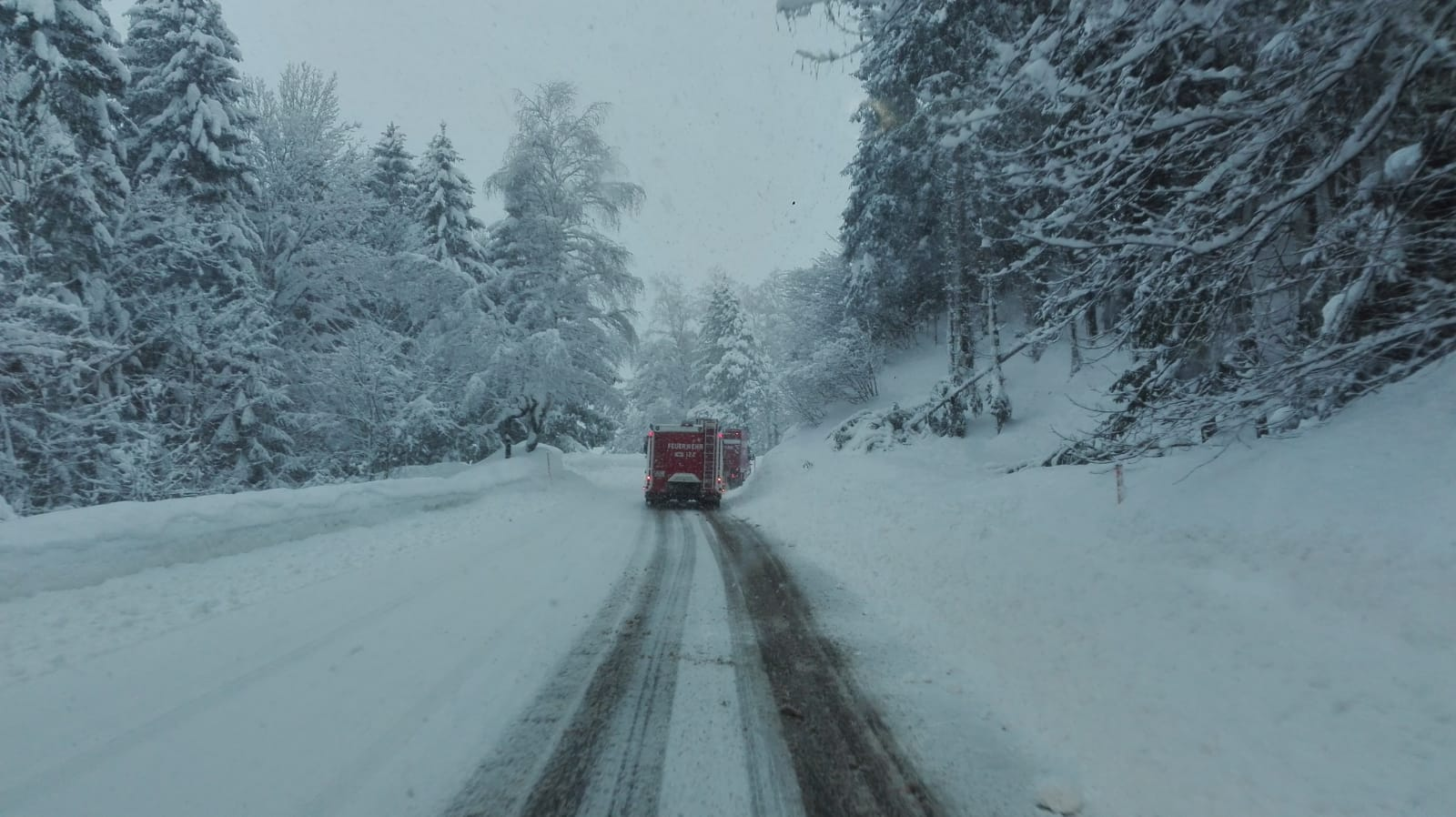
Baumbruchgefährdete Straße (Ennstal, Starkschnee 2019)

## Maßnahmen

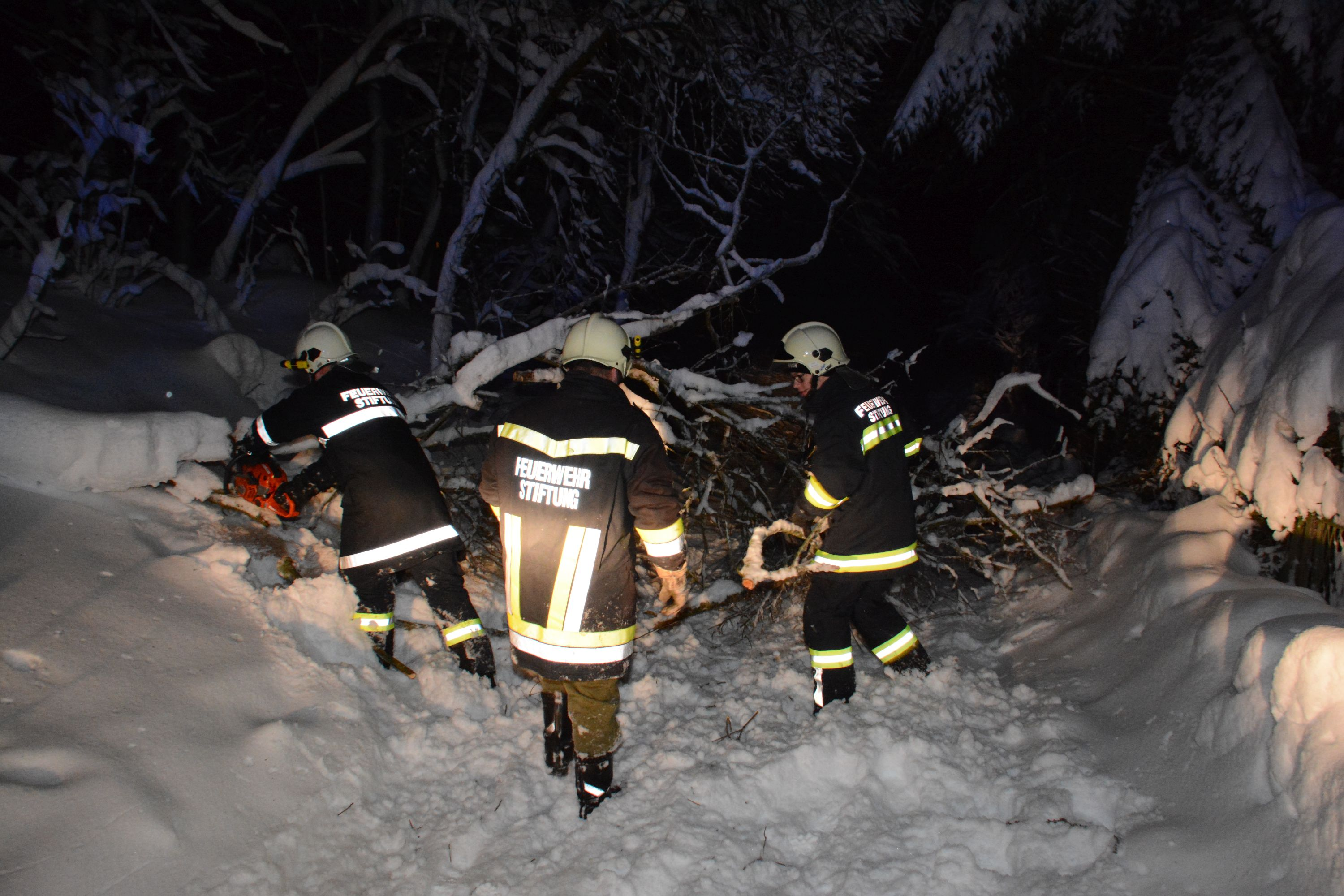
Katastropheneinsatz unter erschwerten Bedingungen: Wegfreimachung im Starkschnee (Mühlviertel, 2019)

Bei Schneebruchgefahr werden meist Strecken komplett gesperrt, da ganze Bäume, vornehmlich Flachwurzler, entwurzelt werden können und große, schwere Äste abzubrechen drohen, was auch längere Zeit nach dem eigentlichen Wetterereignis spontan vorkommt. Besteht die Gefahr von Schneebruch, muss aus forstwirtschaftlichen Gründen ein Wald präventiv gesperrt werden.
Das Anpflanzen schneefester Baumarten und eine regelmäßige Bestandspflege, vor allem der Baumkronen, reduziert die Gefahr des Auftretens von Schneebruch erheblich.